# Hypanthidioides clausi
Hypanthidioides clausi är en biart som först beskrevs av Urban 2003.  Hypanthidioides clausi ingår i släktet Hypanthidioides och familjen buksamlarbin. Inga underarter finns listade i Catalogue of Life.